# Lutz Heck
Pour les articles homonymes, voir Heck.
Lutz Heck, né à Berlin le 23 avril 1892 et mort à Wiesbaden le 6 avril 1983, est un biologiste allemand. Directeur du zoo de Berlin de 1932 à 1945, il est connu pour avoir tenté de développer, avec son frère Heinz et le soutien du Troisième Reich, des populations reconstituées d'aurochs (les « aurochs de Heck ») et de tarpans (les « chevaux de Heck »).

## Biographie
Lutz est le troisième enfant de Margarete et Ludwig Heck (1860-1951), directeur du zoo de Berlin de 1888 à 1931. Il grandit avec son frère dans l'enceinte du zoo de Berlin, ce qui le conduit à s'intéresser très tôt aux animaux et à la zoologie. ; il est également influencé par des explorateurs allemands amis de son père, qui lui racontent leurs aventures en Afrique. Lutz étudie donc les sciences naturelles à l'Université de Berlin : durant ses études, il rejoint des miliciens en lutte contre les socialistes qui manifestent alors dans les rues de la capitale allemande. Après avoir obtenu son doctorat en 1922, il travaille à Halle. En 1925, il entreprend une expédition de collecte en Éthiopie afin d'obtenir des animaux pour le zoo de Berlin, dont il devient directeur assistant en 1927. En 1935, il se rend au Canada pour se procurer des spécimens de bison et d'orignal pour le zoo. Le voyage, soutenu par Hermann Göring, est également un exercice de relations publiques qui lui permet de vanter les mérites du nazisme à des expatriés allemands.
Lutz prend la direction du zoo de Berlin en 1932 ; il a auparavant collaboré avec son frère Heinz Heck, qui devient directeur (en 1928) du plus grand jardin zoologique du sud de l'Allemagne, le zoo de Munich. Les deux frères travaillent à partir des années 1920 à un programme d’élevage sélectif qui vise - sur la base des connaissances en génétique animale de l’époque - à « recréer » des espèces animales sauvages éteintes comme l'auroch ou le tarpan, à partir de diverses lignées d'animaux domestiques qui en descendent. Ils examinent des peintures rupestres et des races animales à travers l'Europe pour avoir une idée de l'apparence de leurs modèles, puis développent des races de bovins et de chevaux (les aurochs de Heck et les chevaux de Heck) qu'ils présentent comme des formes reconstituées d'aurochs et de tarpans. Néanmoins, elles sont généralement considérées comme trop éloignées de leurs ancêtres pour pouvoir prétendre au titre de reconstitution, ce qui n'empêche pas Heinz et Lutz Heck de déclarer avoir « ressuscité » ces animaux grâce à leurs efforts. Intéressé par la chasse, Lutz choisit des races de taureaux de combat pour ses expériences d'élevage. Il prévoit une réintroduction de ses aurochs reconstitués dans les réserves de chasse privées de Göring (faisant partie du Generalplan Ost) situées dans la forêt de Bialovèse, à la frontière entre la Pologne et la Biélorussie. La plupart d'entre eux seront tués pendant la Seconde Guerre mondiale.  

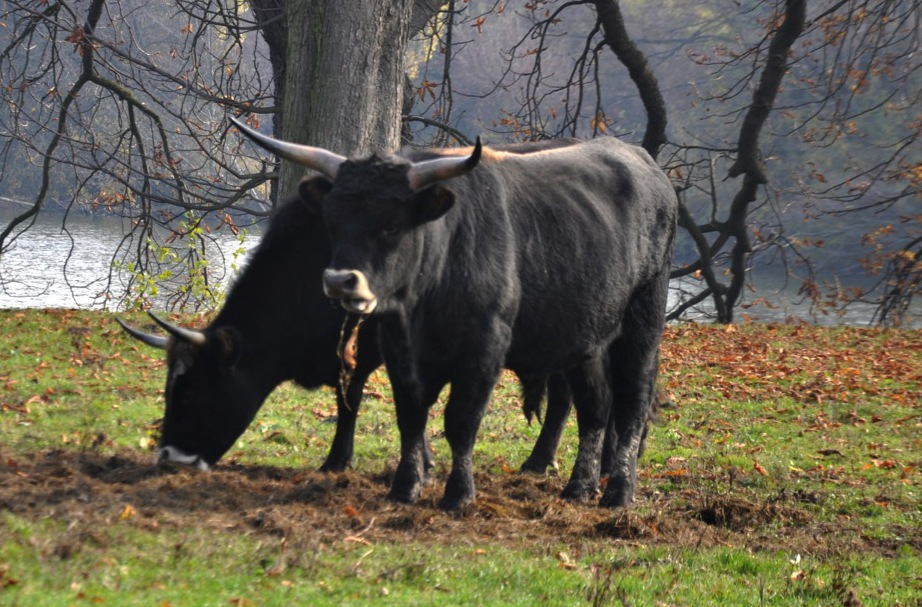
Aurochs de Heck : une tentative des années 1920 pour élever des aurochs à partir de bovins modernes.

Heck rejoint le NSDAP en 1937 (numéro de membre 3.934.018). À l'occasion de l'anniversaire d'Adolf Hitler, il est nommé professeur. En avril 1941, il est également nommé chef de l'Oberste Naturschütz Behörde im Reichsforstamt (la plus haute agence de protection de la nature du département des forêts de l'État) par son ami de chasse, Hermann Göring, à qui il rend directement des comptes. À ce titre, il est responsable principal de la gestion de la nature. En 1938, Heck adopte une règle interdisant aux Juifs de visiter le zoo de Berlin. Confident proche d'Hermann Göring, qui s'intéresse particulièrement aux lions, Heck lui confie des lionceaux qu'il élève, les fait photographier à ses côtés, puis les remet au zoo à Lutz lorsqu'ils sont devenus trop grands. Heck assiste à une réunion de la SS en 1943 par l'intermédiaire de son ami Eduard Paul Tratz (en), directeur du musée d'histoire naturelle de Salzbourg, également SS Obersturmbannführer. Heck est invité à rejoindre les SS, mais ne posera jamais formellement sa candidature. Conformément à sa vision des zoos comme espaces de contact étroit entre les animaux et les humains, il imagine un Kinderzoo pour les enfants, où ils pourraient toucher les animaux d'une manière qui « affecte leur âme ». Il pense que cette expérience leur permettrait d'apprécier la vision nazie du monde. 
Au cours de la Seconde Guerre mondiale, Heck participe au pillage du zoo de Varsovie, dont il dérobe les animaux les plus précieux et les emmène dans des zoos allemands. Après la bataille de Berlin, il s'enfuit avec sa femme en Bavière, occupée par les Américains, pour échapper aux poursuites judiciaires soviétiques. Katharina Heinroth le remplace en tant que directeur scientifique du zoo de Berlin.

## Postérité
En 1984, un an après sa mort, un buste de Heck est placé dans le zoo de Berlin. En 2015 est lancée une pétition pour supprimer ce buste en raison de la participation active de Heck au nazisme. Face à cette demande, les autorités du zoo préfèrent ajouter au buste une tablette d’information sur le passé de Heck. Un an plus tard, en 2016, c'est toute l'histoire du zoo à l'époque nazie qui fait l'objet d'une exposition dans l'ancien enclos des antilopes. 
Les travaux de Lutz Heck sur la reconstitution de l'auroch sont présentés dans le documentaire The Quest for the Cow Cow de BBC Radio 4, présenté par le journaliste et diffuseur Jon Ronson et produit par Beth O'Dea. Le documentaire Hitler's Jurassic Monsters, présenté par la National Geographic Channel, traite de ses activités dans la forêt de Bialovèse. 
Heck est joué par Daniel Brühl dans le film La Femme du gardien de zoo, adapté du roman de Diane Ackerman. 

## Ouvrages
- (en) Lutz Heck, Animals: My Adventure, Londres : Methuen, 1954.